# Zale uniformis
Zale uniformis är en fjärilsart som beskrevs av Morrison 1875. Zale uniformis ingår i släktet Zale och familjen nattflyn. Inga underarter finns listade i Catalogue of Life.